# Bettina Meiselbach

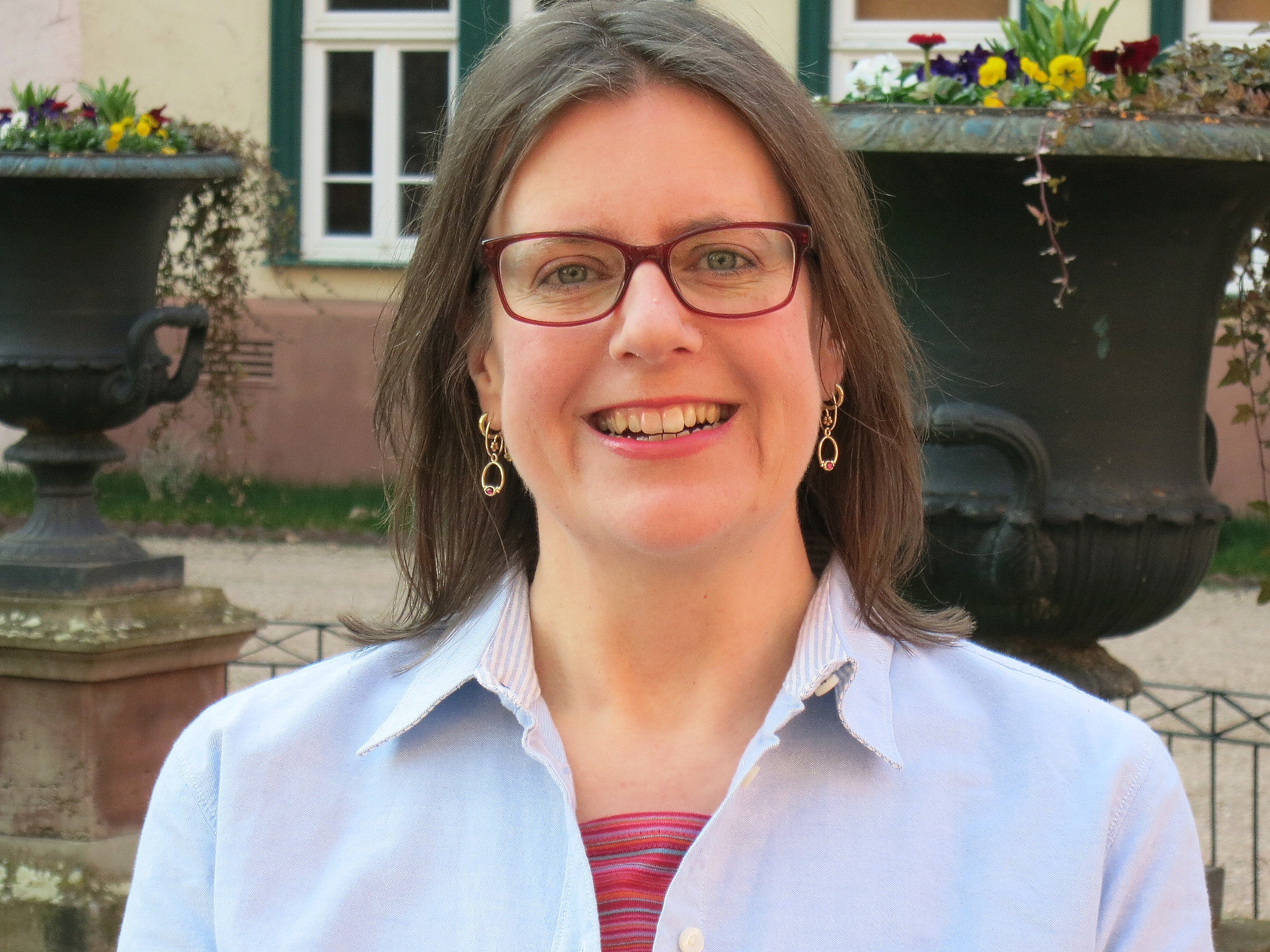
Bettina Meiselbach (2015)

Bettina Meiselbach, geborene Schott (* 26. April 1969 in Erbach im Odenwald) ist eine deutsche Autorin von Romanen und Sachbüchern sowie Bloggerin vom Ernährungsblog Happy Carb.

## Berufliche Laufbahn
Nach einer kaufmännischen Ausbildung und einer betriebswirtschaftlichen und betriebspsychologischen Höherqualifizierung, arbeitete sie über 25 Jahre in verschiedenen Unternehmen im Bereich Personalmanagement, zuletzt als Personal- und Ausbildungsleiterin. Nach einem Burnout und der Diagnose Diabetes-Typ-2, begann Bettina Meiselbach im Jahr 2014 mit dem Blog Happy Carb und veröffentlichte dort redaktionelle Beiträge zu den Themen Low-Carb-Ernährung, Ketogene Ernährung, Gewichtsreduktion, Diabetes und dazu passend eine Sammlung von Kochrezepten.
Seit September 2016 ist Bettina Meiselbach in erster Linie als Autorin tätig und veröffentlichte bis dato eine Reihe von Sachbüchern für verschiedene Verlage sowie als Selfpublisher.
Nach der Veröffentlichung von einundzwanzig Sachbüchern wandte sich Bettina Meiselbach dem belletristischen Schreiben zu. Ihr erster Liebesroman, Manchmal liegt das Glück auf dem Löffel, erschien im Jahr 2025 und verbindet kulinarische Themen mit regionalem Bezug zur Odenwälder Heimat der Autorin.
Neben Büchern und dem eigenen Blog schreibt sie auch für das Healthy Life Low Carb Magazin (falkemedia).

## Sachbücher
- Diabetes Typ 2 – nicht mit mir! systemed Verlag, Lünen, 2016, Neuauflage 2019 als Imprint der Münchner Verlagsgruppe/riva, München, ISBN 978-3-95814-224-4
- Meine liebsten Low-Carb-Rezepte. systemed Verlag, Lünen, 2016, ISBN 978-3-95814-075-2
- Happy Carb To Go - 44 Low-Carb-Rezepte für unterwegs. systemed Verlag, Lünen, 2017, ISBN 978-3-95814-088-2
- Mehr Low-Carb-Lieblingsrezepte. systemed Verlag, Lünen, 2017, ISBN 978-3-95814-103-2
- Ratzfatz Low Carb gekocht - 55 Low-Carb-Rezepte, einfach und schnell für jeden Tag. systemed Verlag, als Imprint der Münchner Verlagsgruppe/riva, München, 2018, ISBN 978-3-95814-253-4
- Fastfood- und Partyrezepte Low Carb - 50 Lieblingsrezepte und Snacks, die glücklich machen. systemed Verlag, als Imprint der Münchner Verlagsgruppe/riva, München, 2018, ISBN 978-3-74230-890-0
- Das Keto-Kochbuch - Genussvoll abnehmen mit den 55 besten Keto-Rezepten. systemed Verlag als Imprint der Münchner Verlagsgruppe/riva, München, 2019, ISBN 978-3-95814-129-2
- Abnehmen mit Konjak - 55 Rezepte mit Konjaknudeln, -reis und -mehl, die satt und schlank machen. riva Verlag, München, 2019, ISBN 978-3-74230-951-8
- Mein liebstes Low-Carb-Backbuch - 55 traumhafte Rezepte von süß bis herzhaft. systemed Verlag als Imprint der Münchner Verlagsgruppe/riva, München, 2019, ISBN 978-3-95814-135-3
- Fröhliche Low-Carb-Weihnachten - 55 himmlische Rezepte für Plätzchen und festliche Menüs. systemed Verlag als Imprint der Münchner Verlagsgruppe/riva, München, 2019, ISBN 978-3-95814-132-2
- Vegetarisch Low Carb. 55 köstliche Rezepte von Frühstück bis Abendessen. systemed Verlag als Imprint der Münchner Verlagsgruppe/riva, München, 2020, ISBN 978-3-95814-138-4
- Powergemüse Kürbis: Fit und gesund durch den Herbst mit den 60 schönsten Kürbisrezepten. Selfpublisher, Vertrieb durch Nova MD, Vachendorf / Traunstein, 2020, ISBN 978-3-96698-882-7
- Das Anti-Diabetes-Programm: Mit der richtigen Ernährung in 12 Wochen zu gesünderen Blutzuckerwerten - Mit 75 Rezepten für Typ-2-Diabetiker. Südwest Verlag, Verlagsgruppe Random House, München, 2020, ISBN 978-3-51709-870-8
- Ofengerichte Low Carb: 55 Rezepte für dampfende Aufläufe und Schnelles vom Blech. systemed Verlag als Imprint der Münchner Verlagsgruppe/riva, München, 2020, ISBN 978-3-95814-141-4
- Einfach lecker Low Carb: 55 unkomplizierte Rezepte, die sich fast von alleine kochen. systemed Verlag als Imprint der Münchner Verlagsgruppe/riva, München, 2021, ISBN 978-3-95814-313-5
- Ballaststoffwunder Haferkleie: 60 Rezepte mit heimischem Hafer, die Blutzucker, Cholesterin und Gewicht natürlich senken. Selfpublisher, Vertrieb durch Nova MD, Vachendorf / Traunstein, 2021, ISBN 978-3-96698-987-9
- Suppen und Eintöpfe Low Carb: 55 kreative Lieblingsrezepte, die Bauch und Seele wärmen. systemed Verlag als Imprint der Münchner Verlagsgruppe/riva, München, 2022, ISBN 978-3-95814-322-7
- Total geniales Gemüse: 88 kreative Lieblingsrezepte für die Extraportion Gemüse jeden Tag. Selfpublisher, Vertrieb durch Nova MD, Vachendorf / Traunstein, 2022, ISBN 978-3-98595-210-6
- Low Carb – Low Calories: 55 Schlankmacher-Rezepte mit maximal 400 Kalorien. systemed Verlag als Imprint der Münchner Verlagsgruppe/riva, München, 2022, ISBN 978-3-95814-338-8
- Verrückt nach Feta – 55 grandiose Schlemmerrezepte mit aromatischem Fetakäse. Selfpublisher, Vertrieb durch Nova MD, Vachendorf / Traunstein, 2023, ISBN 978-3-98595-913-6
- Meine Low-Carb-Familienküche – 55 alltagstaugliche Rezepte, die Groß und Klein schmecken. systemed Verlag als Imprint der Münchner Verlagsgruppe/riva, München, 2023, ISBN 978-3-95814-350-0

## Romane
- Manchmal liegt das Glück auf dem Löffel. Selfpublisher, Vertrieb durch Nova MD, Vachendorf / Traunstein, 2025, ISBN 978-3-69028-183-6

## Auszeichnungen
- Seit 2019: Deutschlands Top Bloggerinnen[7] von Faktenkontor GmbH